# تاريخ اليهود في رومانيا

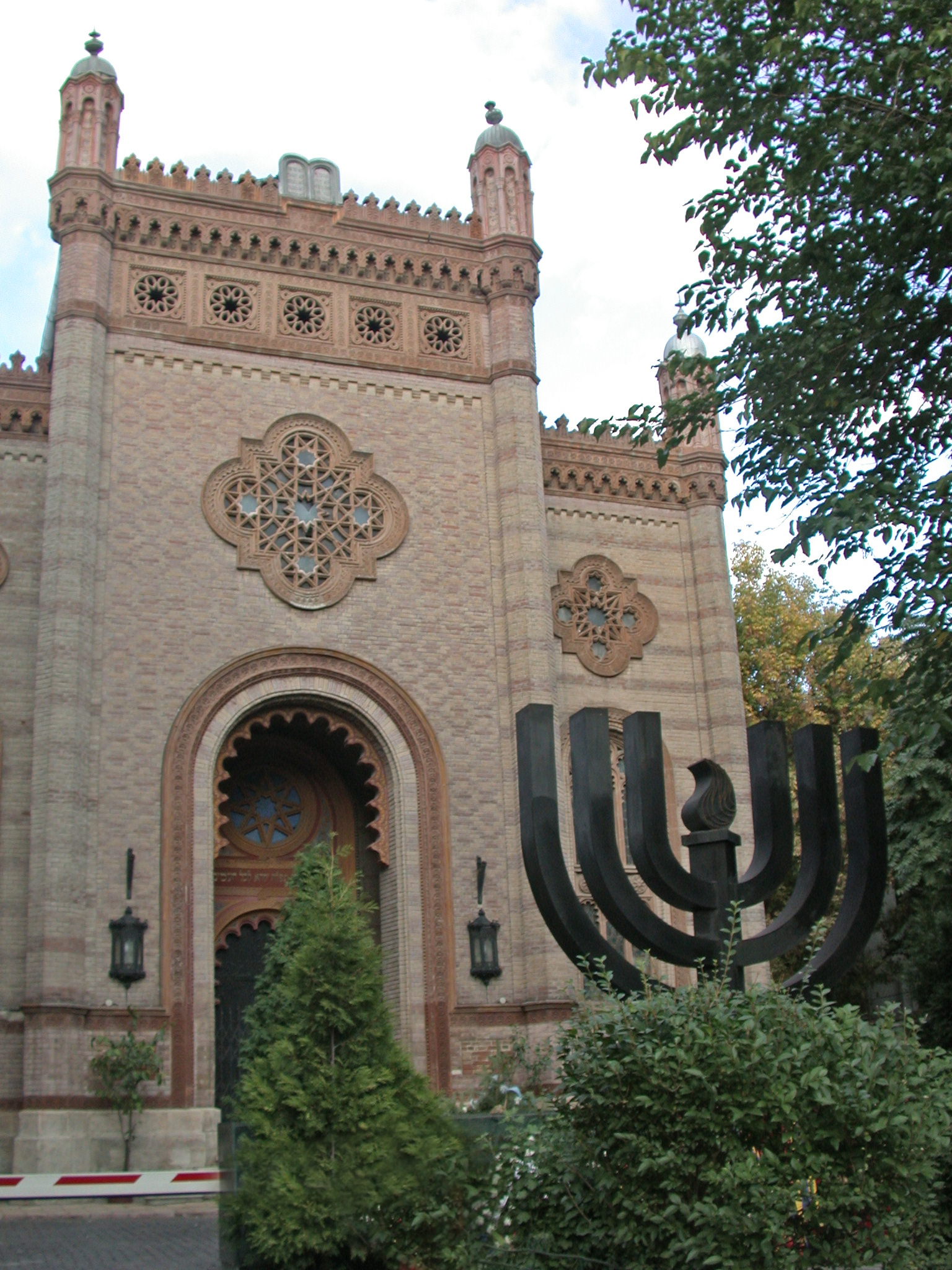

تاريخ اليهود في رومانيا متعلق بيهود رومانيا واليهود من أصول رومانية، بدايةً من أول ذكر لوجودهم على الأراضي الرومانية. تزايد عدد السكان اليهود حتى القرن الثامن عشر على الأقل بعد حوالي عام 1850، وتزايدوا بشكل أكبر خصوصًا بعد تأسيس رومانيا الكبرى ما بعد الحرب العالمية الأولى. باعتبارهم مجتمعًا متنوعًا، وإن كان مجتمعًا حضريًا بأغلبية ساحقة، كان اليهود هدفًا للاضطهاد الديني والعنصري في رومانيا، بدءًا من الجدل الذي دار في أواخر القرن التاسع عشر حول «المسألة اليهودية» وحق السكان اليهود في المواطنة، وحتى الإبادة الجماعية التي نُفذت في أراضي رومانيا بصفتها جزءًا من الهولوكوست. تسببت هذه الإبادة الجماعية، بالإضافة إلى موجات واسعة النطاق من العليا (كلمة عبرية تشير إلى الهجرة اليهودية إلى أرض الميعاد)، في انخفاض كبير في العدد الكلي للمجتمعات اليهودية في رومانيا في الوقت الحاضر.
سكنت المجتمعات اليهودية في الأراضي الرومانية في القرن الثاني الميلادي. فُرضت الضرائب في عهد بيتر الأعرج (1574-1579) على يهود مولدافيا، الذين كان معظمهم تجارًا من بولندا ينافسون التجار المحليين، وطُردوا في النهاية. قررت السلطات بين عامي 1650 و1741 مطالبة اليهود بارتداء ملابس تبين وضعهم وعرقهم. وُجّهت أول فرية دم في مولدافيا (وبالمثل في رومانيا) عام 1710، عندما اتُهم يهود تارغو نيامي بقتل طفل مسيحي لأغراض شعائرية. وقعت أعمال شغب معادية لليهود في بوخارست في الستينيات من القرن الثامن عشر. وجب على اليهود في إمارات الدانوب أن يتحملوا مشاق عظيمة خلال الحرب الروسية التركية، بين عامي 1768 و1774. ارتُكبت مذابح وعمليات نهب في كل بلدة وقرية تقريبًا في البلاد. كان اليهود ضحايا للمذابح والاضطهادات أثناء حرب الاستقلال اليونانية، التي كانت مؤشرًا على انتفاضة ولاشيا عام 1821. في الستينيات من القرن التاسع عشر، كان هناك أعمال شغب أخرى مدفوعة بتهمة فرية الدم.
فُرضت معاداة السامية رسميًا في عهد رئيس الوزراء أيون بريتيانو. خلال سنواته الأولى في منصبه (1875)، عزز بريتيانو قوانين التمييز القديمة وطبقها، وأصر على ألا يُسمح لليهود بالاستقرار في الريف (وترحيل أولئك الذين انتقلوا إلى هناك بالفعل)، بينما أعلن أن العديد من سكان المدن اليهودية هم يهود متشردون وطردهم من البلاد. بدأت هجرة اليهود الرومانيين على نطاق أوسع بعد عام 1878. بحلول عام 1900 كان هناك 250.000 يهودي روماني: بنسبة 3.3% من السكان، و14.6% من سكان المدينة، و32% من سكان مولدافيا الحضر و42% من ياش.
أُقرّ 80 قانونًا معاد لليهود بين تأسيس الدولة الوطنية الفيلقية (سبتمبر 1940) وعام 1942. ابتداءً من نهاية شهر أكتوبر عام 1940، بدأ الحرس الحديدي حملة معادية للسامية، إذ عذّب اليهود وضربهم ونهب متاجرهم، وبلغت هذه الأحداث ذروتها في انقلاب فاشل ومذبحة في بوخارست، التي قتل فيها 125 يهوديًا. في نهاية المطاف، أوقف يون أنتونسكو العنف والفوضى التي افتعلها الحرس الحديدي عن طريق قمع التمرد بوحشية، لكنه استمر في سياسة القمع والمذابح لليهود، وبدرجة أقل، للرومانيين. أصبحت الفظائع ضد اليهود شائعة بعد أن دخلت رومانيا الحرب في بداية عملية بارباروسا، ابتداءً من مذبحة ياش. وفقًا لتقرير لجنة فيزل الذي أصدرته الحكومة الرومانية في عام 2004، قُتل ما بين 280,000 و380,000 يهودي أو ماتوا خلال الهولوكوست في رومانيا، وأيضًا في الأراضي السوفيتية المحتلة الخاضعة للسيطرة الرومانية (محافظة ترانسنيستريا). لقي 135,000 يهودي إضافي -يعيشون تحت السيطرة الهنغارية في شمال ترانسيلفانيا- حتفهم أيضًا في الهولوكوست، كما حدث مع حوالي 5,000 يهودي روماني في بلدان أخرى.
على الأراضي الحالية لرومانيا، نجا ما بين 290,000 و360,000 يهودي روماني من الحرب العالمية الثانية (355,972 شخصًا، وفقًا لإحصائيات نهاية الحرب). كانت هناك هجرة جماعية لليهود نحو إسرائيل خلال هيمنة النظام الشيوعي في رومانيا، وفي عام 1987، كان هناك فقط 23,000 يهودي يعيشون في رومانيا.
يعيش اليوم غالبية اليهود الرومانيين في إسرائيل، بينما تستمر رومانيا في العصر الحديث في استضافة عدد متواضع من السكان اليهود. أُعلن في تعداد عام 2011 عن 3271 يهوديًا.

## التاريخ المبكر
وُثِّق وجود المجتمعات اليهودية على الأراضي التي ستصبح فيما بعد أراضي رومانية في وقت مبكر من القرن الثاني الميلادي، في وقت كانت فيه الإمبراطورية الرومانية قد رسخت حكمها على داسيا. عُثر على نقوش وعملات معدنية في أماكن مثل سارمسغوستا وأرشوفا.
يوحي وجود القرميين أو القرائين، وهي مجموعة عرقية ملتزمة باليهودية القرائية، بوجود يهودي ثابت حول البحر الأسود، بما في ذلك أجزاء من رومانيا الحالية، وفي الموانئ التجارية من مصب نهر الدانوب ودنيستر، يُحتمل أنهم كانوا موجودين في بعض الأسواق المولدافية بحلول القرن السادس عشر أو ما قبل ذلك. سُجّل أول وجود يهودي (اليهود السفارديون على الأرجح) في بيلهورود دنيستروفيسكي في المكان الذي أصبح اليوم يُعرف باسم مولدافيا عام (1330)، ووُثّق وجودهم في ولاشيا لأول مرة في الخمسينيات من القرن العشرين، إذ كانوا يعيشون في بوخارست. خلال النصف الثاني من القرن الرابع عشر، أصبحت الأراضي المستقبلية لرومانيا مكانًا مهمًا للجوء لليهود الذين طردهم الملك لويس الأول من مملكة هنغاريا وبولندا. في ترانسيلفانيا، وُثّق اليهود المجريين في القلاع السكسونية قرابة عام 1492.

## العصر الحديث المبكر
في عام 1623، مُنح اليهود في ترانسيلفانيا بعض الامتيازات من قِبل الأمير غابرييل بيثلين، الذي كان يهدف إلى جذب رواد الأعمال من الأراضي العثمانية إلى بلده، غير أن المنح قُلصت خلال العقود التالية، عندما سُمح لليهود بالاستقرار في غيولافهيرفار (ألبا يوليا). وكان من بين الامتيازات الممنوحة السماح لليهود بارتداء الزي التقليدي، في نهاية المطاف، قررت السلطات في غيولافهيرفار (بين عامي 1650 و1741) جعل اليهود يرتدون الملابس التي تثبت وضعهم وعرقهم فقط.

## بدايات القرن التاسع عشر
بحلول عام 1825، قُدر عدد السكان اليهود في ولاشيا بما يتراوح بين 5,000 و10,000 شخص، معظمهم من السفارديم (السفارديون). كان الجزء الأكبر من بين هؤلاء يقيم في بوخارست (ربما وصل إلى 7,000 عام 1839)؛ وفي الوقت نفسه تقريبًا، كانت مولدافيا موطنًا لنحو 12,000 يهودي. بموازاة ذلك، ارتفع عدد السكان اليهود في بوكوفينا من 526 في عام 1774 إلى 11,6000 عام 1848. في أوائل القرن التاسع عشر، أنشأ اليهود الذين فروا من حملة عثمان بازانتو أوغلو إلى البلقان مجتمعات في أولتينيا التي تحكمها ولاشيا. في مولدافيا، سمح قانون سكارلات كاليماشي (1817) لليهود بشراء الممتلكات الحضرية، ولكن منعهم من الاستقرار في الريف (إذ أصبح شراء العقارات في المدينة أكثر صعوبة بسبب التحيز المنتشر).
أثناء حرب الاستقلال اليونانية، التي كانت مؤشرًا على انتفاضة ولاشيا في عام 1821 واحتلال إمارات الدانوب على أيدي قوات فيليكي إتيريا بقيادة ألكساندر إبسيلانتيس، كان اليهود ضحايا للمذابح والاضطهادات في أماكن مثل فلتيكني وهيرتسا وبياترا نيامتس ودير سيكو، تروجوفيشت، وترغو فروموس. تمكن اليهود في غالاتس من الهرب فوق نهر بروت بمساعدة الدبلوماسيين النمساويين. ذُبح الأيتريون على أيدي جيوش الغزو العثماني بسبب الضعف الذي أحدثته المعركة بين يبسيلانتيس وتيودور فلاديميرسكو، وخلال هذه الحادثة، انخرطت المجتمعات اليهودية في تنفيذ أعمال انتقامية في سيكو وسلاتينا.